# Heinz Hupfer
Heinz Hupfer (* 1. Mai 1922 in Greiz; † 1. März 1991 in Chemnitz) war ein deutscher Schauspieler.
Heinz Hupfer war von 1958 bis 1990 Ensemblemitglied des Städtischen Theaters Karl-Marx-Stadt. Seit Mitte der 1970er Jahre trat er vermehrt auch in vor allem in kleineren und Nebenrollen in Kino- und Fernsehfilmen in Erscheinung. Größere Bekanntheit erlangte er durch seine Rolle als Erwin in dem DEFA-Film Ete und Ali sowie als Emil Bachmann in der Kinderfernsehserie Spuk von draußen.

## Filmografie (Auswahl)
- 1961: Drei Kapitel Glück
- 1966: Irrlicht und Feuer (Fernsehfilm, Zweiteiler)
- 1969: Das siebente Jahr
- 1969/1977: Die seltsame Reise des Alois Fingerlein (Theateraufzeichnung)
- 1974: Johannes Kepler
- 1974: Der Zylinder (TV)
- 1975: Die Spuren des Helfried Pappelmann (Fernsehkurzfilm)
- 1976: Unser stiller Mann
- 1977: Die Flucht
- 1978: Gefährliche Fahndung – Beichte eines Einsiedlers (TV-Serie)
- 1979: Addio, piccola mia
- 1979: P.S.
- 1980: Armer Ritter (Theateraufzeichnung)
- 1981: Unser kurzes Leben
- 1982: Romanze mit Amélie
- 1983: Fariaho
- 1984: Weiberwirtschaft (TV)
- 1985: Die Leute von Züderow – Alte Bekannte (TV-Serie)
- 1985: Ete und Ali
- 1986: So viele Träume (Die dreizehnte Fee)
- 1986: Kalter Engel (TV)
- 1986: Das Buschgespenst
- 1987: Der Staatsanwalt hat das Wort: Unter einem Dach (Fernsehreihe)
- 1987: Spuk von draußen (TV-Serie)
- 1987: Sachsens Glanz und Preußens Gloria: Gräfin Cosel (TV-Serie)
- 1988: Mensch, mein Papa...!
- 1988: Wir sind doch keine lahmen Enten (TV)
- 1989: Die gläserne Fackel (TV-Serie)
- 1989: Schulmeister Spitzbart (TV)
- 1990: Flugstaffel Meinecke (TV-Serie)
- 1992: Karl May (TV-Serie)

## Theater
- 1950: Stefan Brodwin: Der Feigling – Regie: Willy Semmelrogge (Deutsches Theater-Institut Weimar)